# جاسمین لورد
جاسمین لورد (انگلیسی: Jasmin Lord؛ زادهٔ ۶ نوامبر ۱۹۸۹) هنرپیشه، کارگردان فیلم اهل آلمان است. وی از سال ۲۰۰۸ میلادی تاکنون مشغول فعالیت بوده‌است.
از فیلم‌ها یا برنامه‌های تلویزیونی که وی در آنها نقش داشته‌است می‌توان به هشدار برای کبرا ۱۱ اشاره کرد.